# Cameron Mathison
Cameron Arthur Mathison (ur. 25 sierpnia 1969 w Sarnia) – kanadyjski aktor, najbardziej znany z roli Ryana Lavery w operze mydlanej ABC Wszystkie moje dzieci, za którą w 1999 otrzymał Soap Opera Digest Award.

## Życiorys

### Wczesne lata
Urodził się w Sarnia, w prowincji Ontario jako drugi z dwóch synów Loretty i Billa Mathisonów. Dorastał w Kanadzie ze starszym bratem Scottem. We wczesnym dzieciństwie rozpoznawano u niego chorobę Perthesa i spędził prawie cztery lata z klamrami na nogach, w rezultacie uniknął zapalenia stawów. Uczęszczał do Thornlea Secondary School w Thornhill, w Ontario. W 1991 otrzymał licencjat na wydziale budownictwa lądowego Uniwersytetu McGilla w Montrealu. W McGill Mathison był kapitanem drużyny koszykówki Redmen. Jako zapalony sportowiec i golfista brał udział w Celebrity Players Tour. 

### Kariera
Dorabiał jako model. Debiutował na dużym ekranie w dramacie Klub 54 (54, 1998) u boku Ryana Phillippe, Salmy Hayek i Neve Campbell. 
W 1998 przyjął rolę Ryana Aloysiusa Lavery w operze mydlanej ABC Wszystkie moje dzieci (All My Children), za którą został uhonorowany nagrodą Soap Opera Digest i był czterokrotnie nominowany do nagrody Emmy. W lutym 1999 trafił na okładkę „Playgirl”. W 2000 znalazł się na liście stu najpiękniejszych kawalerów wybranych przez magazyn „People”.
Pojawił się także gościnnie w serialach CBS: Kryminalne zagadki Las Vegas (C.S.I.: Crime Scene Investigation, 2003) i JAG - Wojskowe Biuro Śledcze (JAG, 2003), sitcomie Siostrzyczki (What I Like About You, 2003) oraz serialu ABC Nadzieja i wiara (Hope & Faith, 2004), a także Gotowe na wszystko (Desperate Housewives, 2012).
13 listopada 2007 wraz z partnerką Edytą Śliwińską wziął udział w piątej edycji amerykańskiej wersji programu rozrywkowego Taniec z gwiazdami.

### Życie prywatne
27 lipca 2002 poślubił modelkę Vanessę Marie Arevalo, oświadczył się w Vail w Kolorado. Mają syna Lucasa Arthura (ur. 20 kwietnia 2003) i córkę Leilę Emanuellę (ur. 7 lipca 2006).
9 września 2019 ogłosił, że zdiagnozowano u niego raka nerki i będzie miał kilka tygodni przerwy na leczenie, a 12 września przeszedł operację, aby usunąć część jego nerki.

## Filmografia

### Filmy
- 1997: Prawda o moim synu (Any Mother’s Son, TV) jako Rich Eastman
- 1998: The Defenders: Choice of Evils (TV) jako Mike Murphy
- 1998: Klub 54 (54) jako Atlanta
- 2000: Washed Up jako kanciarz
- 2003: Chłopak pilnie poszukiwany (See Jane Date, TV) jako Gary Babcock
- 2012: Żona z internetu (The Wife He Met Online, TV) jako Bryant Meyers
- 2013: The Surrogate (TV) jako Jacob Kelly
- 2013: The Carpenter’s Miracle (TV) jako Josh Camden
- 2013: The Christmas Ornament (TV) jako Tim Pierce
- 2013: Zaczarowana wystawa (Window Wonderland, TV) jako Kenneth
- 2013: Powrót do Streetsville (Holidaze, TV) jako Carter
- 2014: Along Came a Nanny (TV) jako Mike Logan
- 2014: Moja słodka Sunday (My Gal Sunday, TV) jako Henry Parker
- 2016: A Christmas to Remember (TV) jako John Blake
- 2017: At Home in Mitford (TV) jako Tim Kavanaugh
- 2018: Miłość na walentynki (Very, Very, Valentine, TV) jako Henry
- 2018: A Summer to Remember (TV) jako Will
- 2018: Love, Of Course (TV) jako Noah
- 2019: The Christmas Club (TV) jako Edward Taylor

### Seriale TV
- 1997: F/X (F/X: The Series) jako zamaskowany mężczyzna
- 1998–2011: Wszystkie moje dzieci (All My Children) jako Ryan Lavery
- 2002: The Drew Carey Show jako Kirk
- 2002: Zawód glina (The Job) jako Brad
- 2003: Kryminalne zagadki Las Vegas (C.S.I.: Crime Scene Investigation) jako Danny Pasqualle
- 2003: JAG - Wojskowe Biuro Śledcze (JAG) jako porucznik Stanley Mitchell
- 2003: Siostrzyczki (What I Like About You) jako Noah
- 2004: Nadzieja i wiara (Hope & Faith) jako Dillon Smith
- 2009–2015: Good Morning America jako korespondent
- 2011: Castle jako Vince Powers
- 2012: Gotowe na wszystko (Desperate Housewives) jako Greg
- 2012: Jej Szerokość Afrodyta (Drop Dead Diva) jako Jonah Pierce
- 2013: Rozpalić Cleveland (Hot in Cleveland) jako Bill
- 2014: Byli (The Exes) jako Rob Lutz